# František Hacker
František Hacker (* 3. srpna 1937 Praha) je český zpěvák, kytarista a kapelník skupiny Kamarádi táborových ohňů.

## Život a dílo
V roce 1943 se dostal s otcem a strýcem jako tramp na osadu Ztracená naděje, do osady dojížděl i později (nyní je šerifem osady), což ovlivnilo jeho hudební směřovaní. V roce 1961 se seznámil s Vladislavem Moravou a začali hrát jako duo, v roce 1963 se k nim přidal František Turek a vzniklo tak trio Kamarádi táborových ohňů z něhož později vznikla legendární trampská kapela, která doprovázela i Waldemara Matušku. Ve skupině působí do současnosti jako zpěvák, kytarista, mandolinista a kapelník. V polovině 60. let stál společně s Jiřím Falladou a Petrem Třebickým u zrodu Jamboree clubu v sále Hajnovka na Vinohradské třídě, ve kterém vystupovali Kamarádi táborových ohňů, Mustangové, Strings of Tennessee a také ústecká skupina Bluegrass Hoppers (pozdější Fešáci). Je autorem trampských písní a skládá i písně pro děti. Kromě K. T. O. vystupuje sám nebo v doprovodu kladenské skupiny Kupa. V roce 2011 dostal od Nadace život umělce cenu Senior Prix za celoživotní uměleckou práci.